# Mangifera minutifolia
Espèce
Statut de conservation UICN

 EN B2ab(iii) : En danger
Mangifera minutifolia est une espèce de plante du genre Mangifera de la famille des Anacardiaceae. Elle est endémique du Viêt Nam.